# Bat Cave

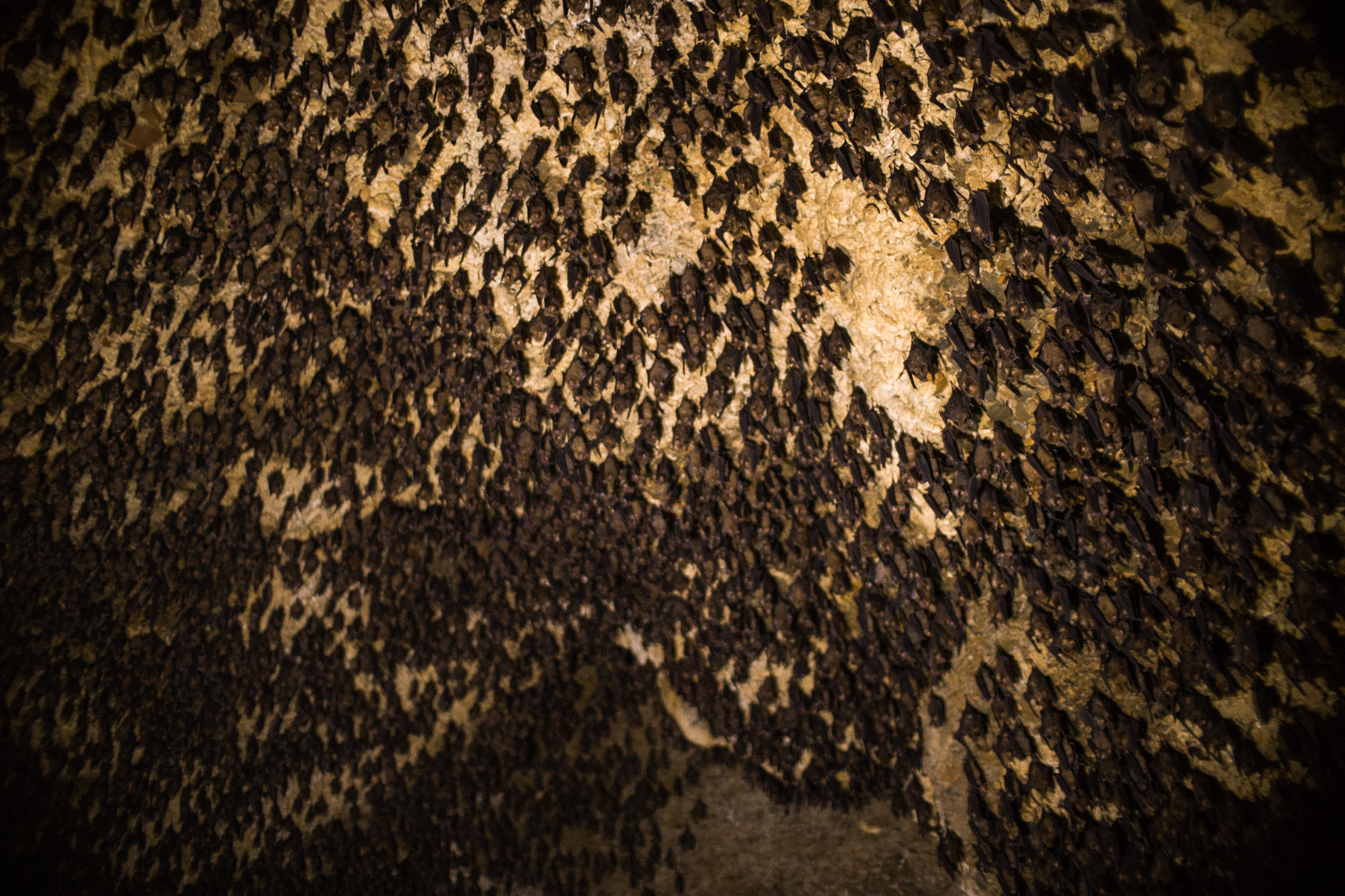
Fledermauspopulation im Bat Cave (März 2015)

Die Bat Cave (Nepalesisch: Oderibuwan Gupha oder Chameri Gufa) gehört zu einem weitverzweigten Höhlensystem, das sich nördlich von Pokhara in Nepal befindet.

## Lage und Geometrie
Die Karsthöhle liegt im Kalksteinmassiv des nördlichen Tales der Seti Gandaki, in dem Abstieg ihres linken Zuflusses, des Kali River, auf etwa 990 m Höhe in einem Waldgebiet.
Die Höhle ist etwa 150 m lang und 15 m hoch.
In unmittelbarer Nähe befinden sich weitere Höhlen, die Kumari Cave und die Mahendra Cave.

## Geschichte
Die Höhle wurde (nach indischer Zeitschreibung im Jahr 2040) von dem örtlichen Landeigner entdeckt und wird seitdem touristisch genutzt. An den Höhlenwänden befinden sich Ritzzeichnungen von Elefanten und örtlichen Gottheiten. Die Schauhöhle hat ihren Namen von den tausenden Fledermäusen, die dort nisten und überwintern.

## Heute
Der Eintritt kostet einige Nepalesische Rupien, aber die Befahrung ist selbst mit einem ortskundigen örtlichen Führer eher schwierig. Man muss sich nach ein paar Treppen durch ein recht enges Loch zwängen, und die Höhle ist unbeleuchtet. Es sind keine Handläufe angebracht, und es darf kein Gepäck mitgeführt werden. In den Wintermonaten erscheinen bis zu 18 Fledermausarten in der Höhle.